# Барановщина (Немский район)
Барановщина — деревня в составе Немского района Кировской области. 

## География
Находится на расстоянии примерно 17 километров по прямой на север-северо-запад от районного центра поселка Нема.

## История
Деревня известна с 1717 года, когда в ней было учтено 2 двора и 10 жителей, в 1778 году 111 жителей. В 1873 году учтено дворов 48 и жителей 343, в 1905 83 и 445, в 1926 82 и 441, в 1950 45 и 147 соответственно, в 1989 60 жителей. До 2021 года входила в  Архангельское сельское поселение Немского района, ныне непосредственно в составе Немского района.

## Население
Постоянное население  составляло 31 человек (русские 100%) в 2002 году, 17 в 2010.